# 6496 Kazuko
A 6496 Kazuko (ideiglenes jelöléssel 1992 UG2) a Naprendszer kisbolygóövében található aszteroida. Endate, K. és Vatanabe Kazuró fedezte fel 1992. október 19-én.